# Seznam vlád Estonska
Seznam vlád Estonska uvádí přehled vlád v Estonsku po znovuzískání nezávislosti, tedy od roku 1990.

## Estonské vlády po znovuzískání nezávislosti
- Premiér Edgar Savisaar (28. estonská vláda)

1990–1992 Vláda Edgara Savisaara
- Premiér Tiit Vähi (29. estonská vláda)

1992 První vláda Tiita Vähiho
- Premiér Mart Laar (30. estonská vláda)

1992–1994 První vláda Marta Laara
- Premiér Andres Tarand (31. estonská vláda)

1994–1995 Vláda Andrese Taranda
- Premiér Tiit Vähi (32. estonská vláda)

1995 Druhá vláda Tiita Vähiho
- Premiér Tiit Vähi (33. estonská vláda)

1995–1997 Třetí vláda Tiita Vähiho
- Premiér Mart Siimann (34. estonská vláda)

1997–1999 Vláda Marta Siimanna
- Premiér Mart Laar (35. estonská vláda)

1999–2002 Druhá vláda Marta Laara
- Premiér Siim Kallas (36. estonská vláda)

2002–2003 Vláda Siima Kallase
- Premiér Juhan Parts (37. estonská vláda)

2003-2005 Vláda Juhana Partse
- Premiér Andrus Ansip (38. estonská vláda)

2005-2007 První vláda Andruse Ansipa
- Premiér Andrus Ansip (39. estonská vláda)

2007–2011 Druhá vláda Andruse Ansipa
- Premiér Andrus Ansip (40. estonská vláda)

2011–2014 Třetí vláda Andruse Ansipa
- Premiér Taavi Rõivas (41. estonská vláda)

od 2014 Vláda Taavi Rõivase